# آرتور زانتی

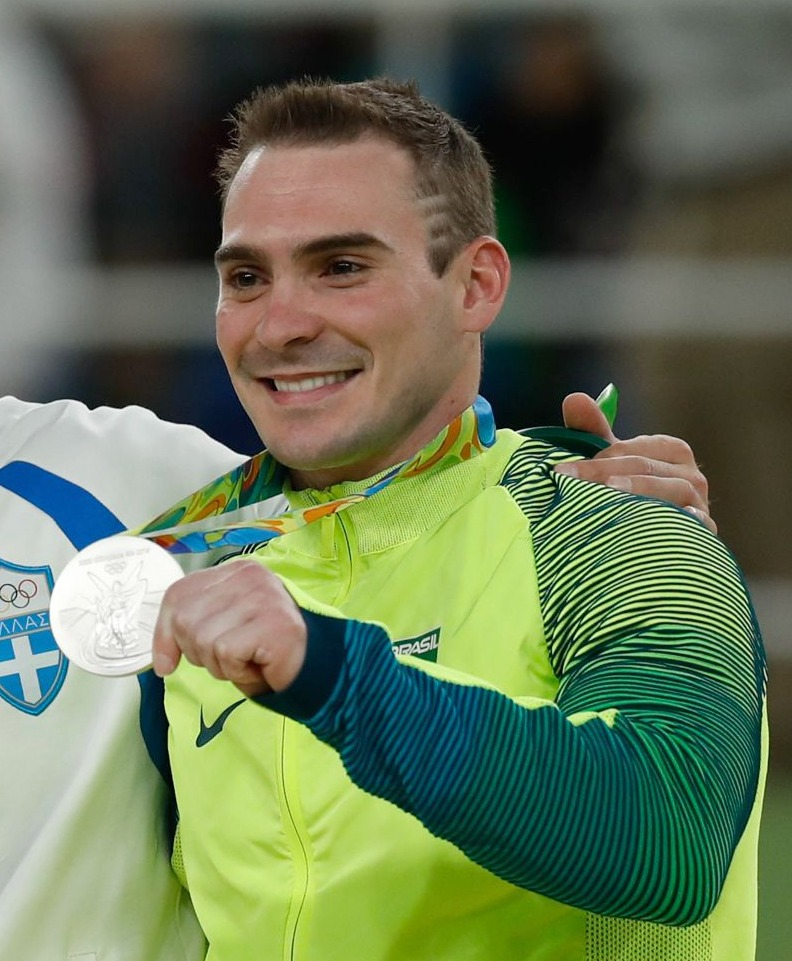
آرتور زانتی - المپیک ۲۰۱۶ ریو

آرتور زانتی (به انگلیسی: Arthur Zanetti) ژیمناست زادهٔ ۱۶ آوریل ۱۹۹۰ میلادی اهل برزیل است.